# Верещаки (Кременецький район)
Вереща́ки — село в Україні, у Лановецькій міській громаді Кременецького району Тернопільської області. Розташоване на річці Свинорийка на півдні району. До 2020 року — адміністративний центр Верещаківської сільської ради. До села приєднано хутори Зелений та Мусоровеччина, хутори Мала Думанинка і Паньківці викреслені з облікових даних у зв'язку з переселенням жителів.
Населення — 709 осіб (2012).

## Історія
Перша писемна згадка — 1579, згідно з якою Верещаки фігурують як містечко Верещак — власність князя Ю. Воронецького.
1601 року село спустошили татари.
Наприкінці XVII століття Верещаки Кременецького повіту згадуються як заставне володіння Почаївського монастиря, а в 1700 році — як земельна власність Тимофієвичів (556 десятин).
Від 1869 року діяла церковнопарафіяльна школа, яку відкрив священик І. Левицький у власному будинку
На початку XX ст. у Верещаках налічувалось 154 господарства, мешкало 1199 парафіян, з них римо-католиків — 200, євреїв — 30.
До 1914 року Верещаки — прикордонне село, відділене від земель Австро-Угорщини вузькою дорогою.
У 20-30 роках XX ст. діяло товариство «Просвіта».
На 1936 рік село входило до ґміни Вишгородок Кременецького повіту.
1943 року через Верещаки проходило з'єднання Сидора Ковпака. В. Войцехович у своїй книзі «Сто днів звитяги» пише, що під час перебування ковпаківців у лісах поблизу Верещак між сотником УПА Журбою і комісаром Руднєвим (начальником штабу партизанського загону Ковпака, колишній офіцер царської армії) велись переговори про обмін зброї на харчі. В роки Другої світової війни чимало верещаківців брали участь у визвольній війні ОУН, УПА, в повстанському русі. Найвідоміший з них І. Т. Климишин (псевдо «Крук»), який пройшов шлях від сотника до начальника штабу групи УПА-Південь.
12 червня 2020 року, відповідно до розпорядження Кабінету Міністрів України № 724-р «Про визначення адміністративних центрів та затвердження територій територіальних громад Тернопільської області» увійшло до складу Лановецької міської громади.
19 липня 2020 року, в результаті адміністративно-територіальної реформи та ліквідації Лановецького району, село увійшло до складу Кременецького району.

## Населення

### Мова
Розподіл населення за рідною мовою за даними :
| Мова            | Кількість | Відсоток |
| --------------- | --------- | -------- |
| українська      | 723       | 99.18%   |
| російська       | 4         | 0.55%    |
| інші/не вказали | 2         | 0.27%    |
| Усього          | 729       | 100%     |

## Пам'ятки
Є церква Ікони Казанської Божої Матері (1867; дерев'яна).
Споруджено:
- пам'ятник полеглим у німецько-радянській війні воїнам-односельцям (1985).
- пам'ятний хрест при в'їзді в село (оновлений 2019 року за ініціативи Івана Кривокульського).

У селі є могила загиблих від рук поляків. Від 1920 року поляки, повернувшись у село, розстріляли п'ять ревкомівців, які були поховані у братській могилі. У 1950 році на могилі встановлено обеліск з мармурової крихти із прізвищами вбитих.

## Соціальна сфера
Діють:
- сільський округ
- загальноосвітня школа І-II ступенів
- клуб
- ФАП
- відділення «Укрпошти»

## Відомі люди

### Народилися
- Волощук Михайло Володимирович ("Циклон")(нар. 19 липня 1980 — пом. 12 серпня 2014) — підполковник Міністерства внутрішніх справ, вояк Добровольчого корпусу «Правого Сектору», учасник російсько-української війни[6].
- Климишин Іван (Крук) (псевдо: Крук) (нар. 1918 — пом. 7 травня 1944, Лопушненський ліс, район с. Лопушне, Кременецький район, (можливо с. Лопушне, Лановецький район), Тернопільська область) — організатор перших збройних відділів УПА, командир куреня.
- Юхновський Василь Юрійович (1954) — член Президії Лісівничої академії наук України, завідувач кафедри лісової меліорації та оптимізації лісоаграрних ландшафтів Національного університету біоресурсів і природокористування України, доктор сільськогосподарських наук, професор,
- журналіст і громадський діяч В. Ковальчук,
- громадський діяч І. Ковальчук,
- педагог, громадський діяч Г. Фарштей-Кичук
- педагог М. Шмир.

### Проживали
- педагог, літератор В. Дячук,
- вчений-астроном, професор, академік Іван Климишин.

## Галерея

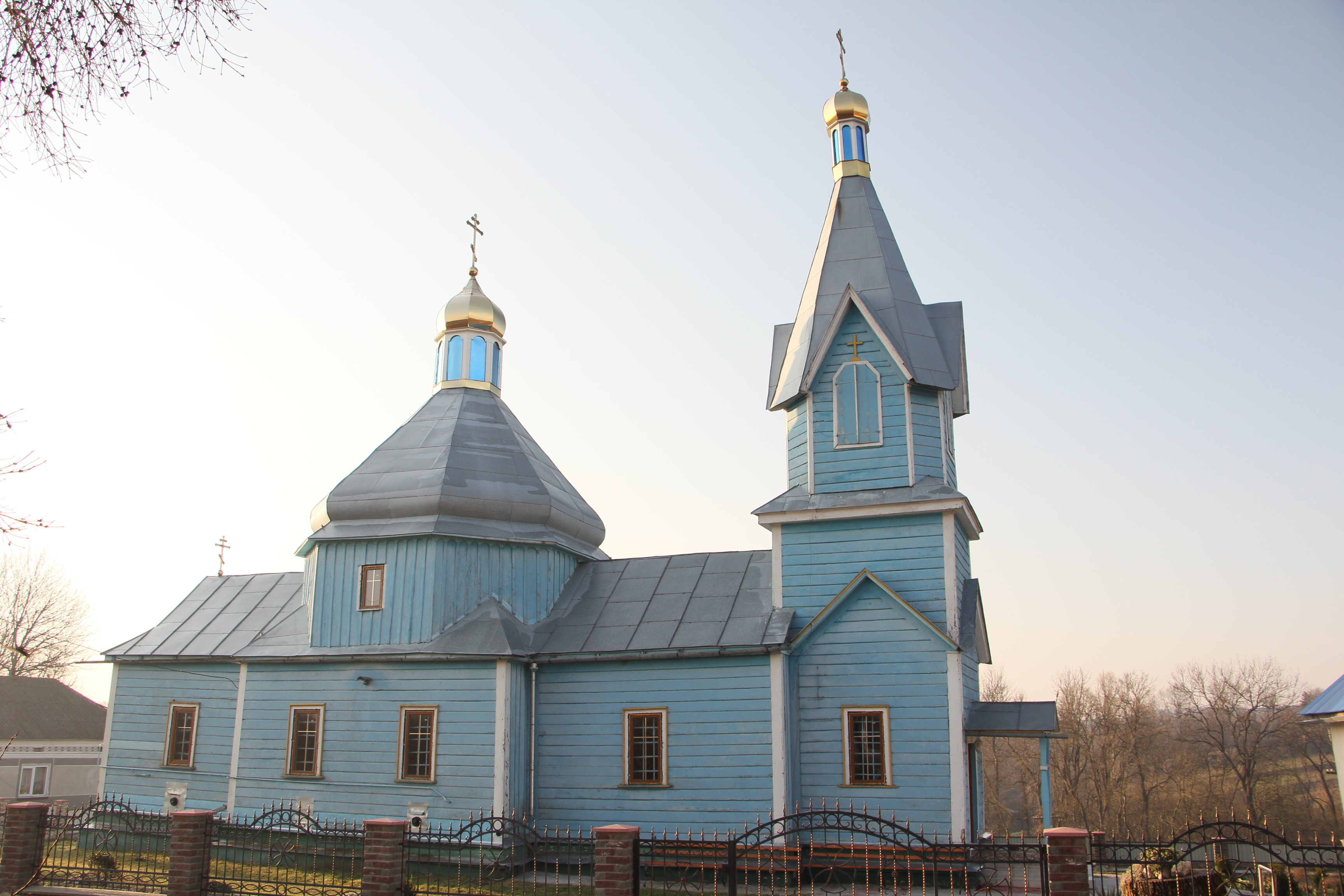
Дерев'яна церква
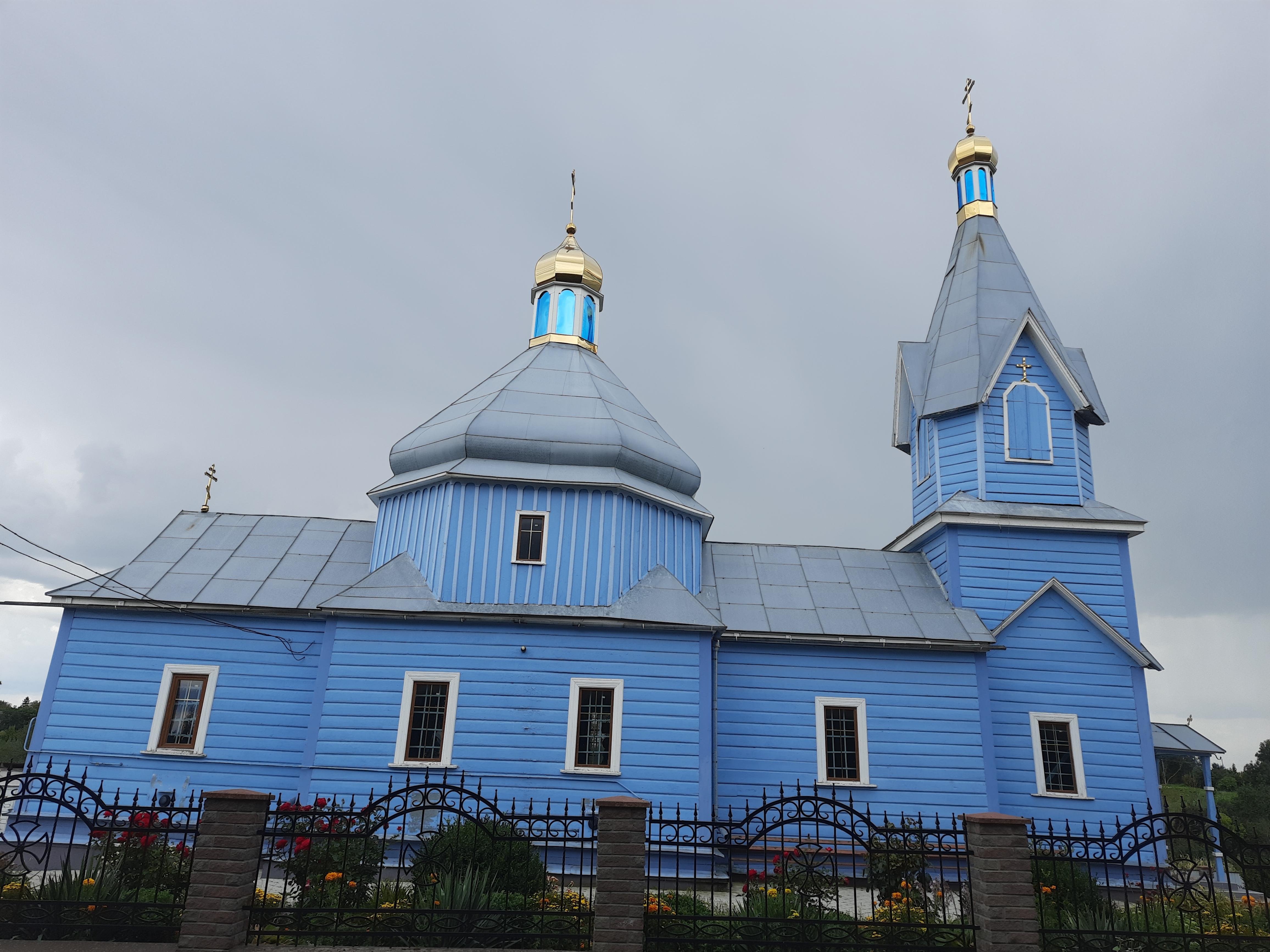
Церква Ікони Казанської Божої Матері
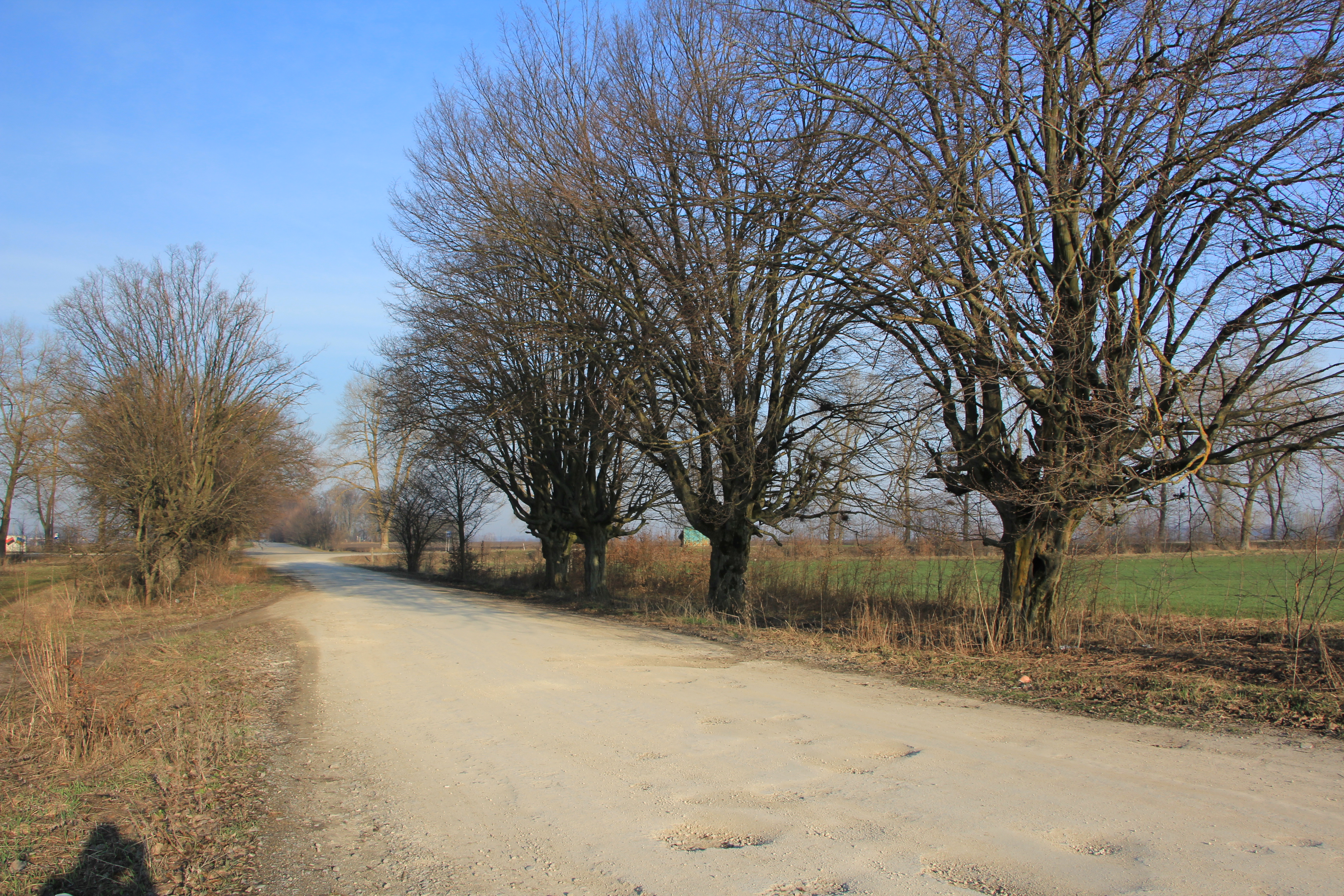
Дерева при дорозі до села
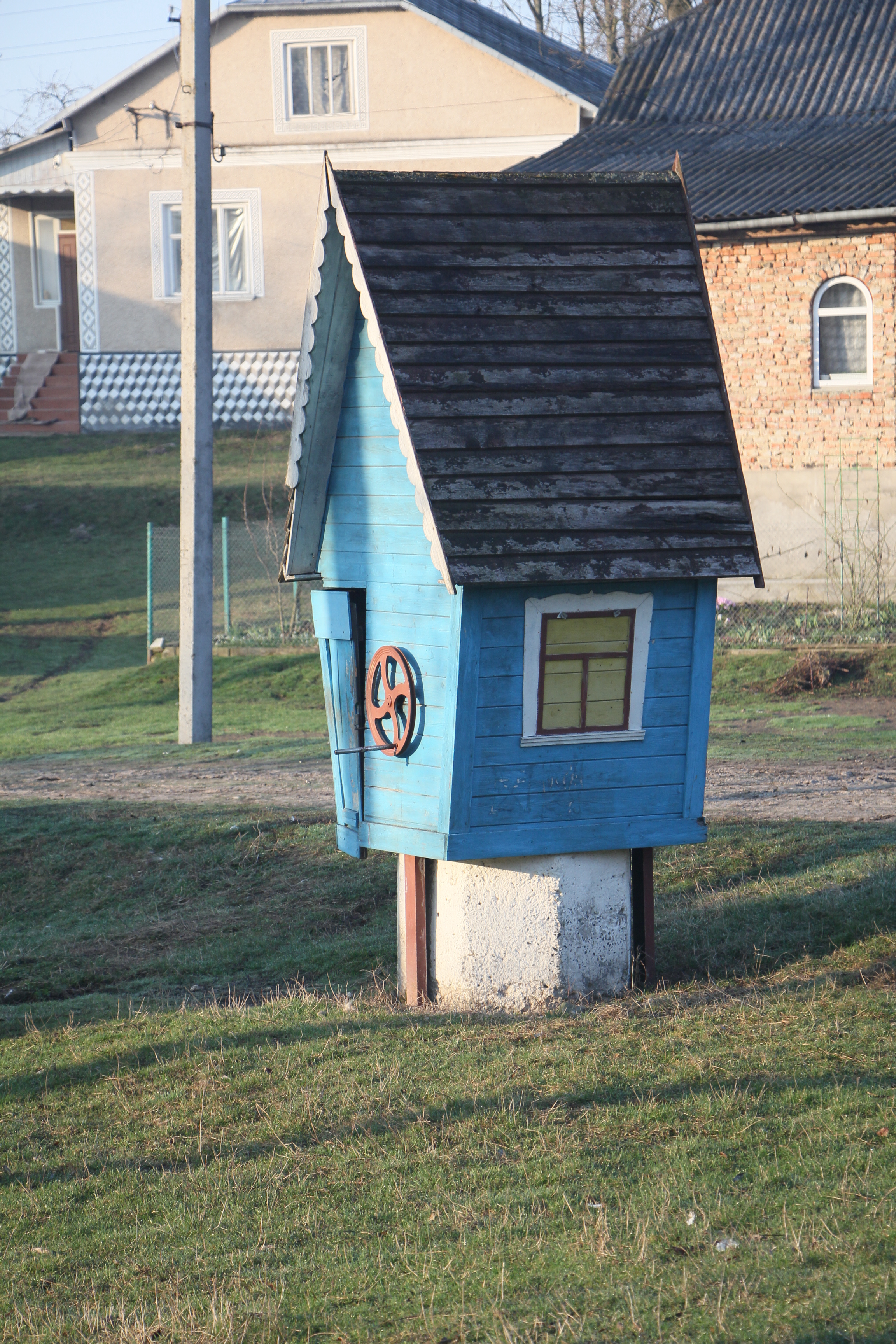
Придорожна криниця
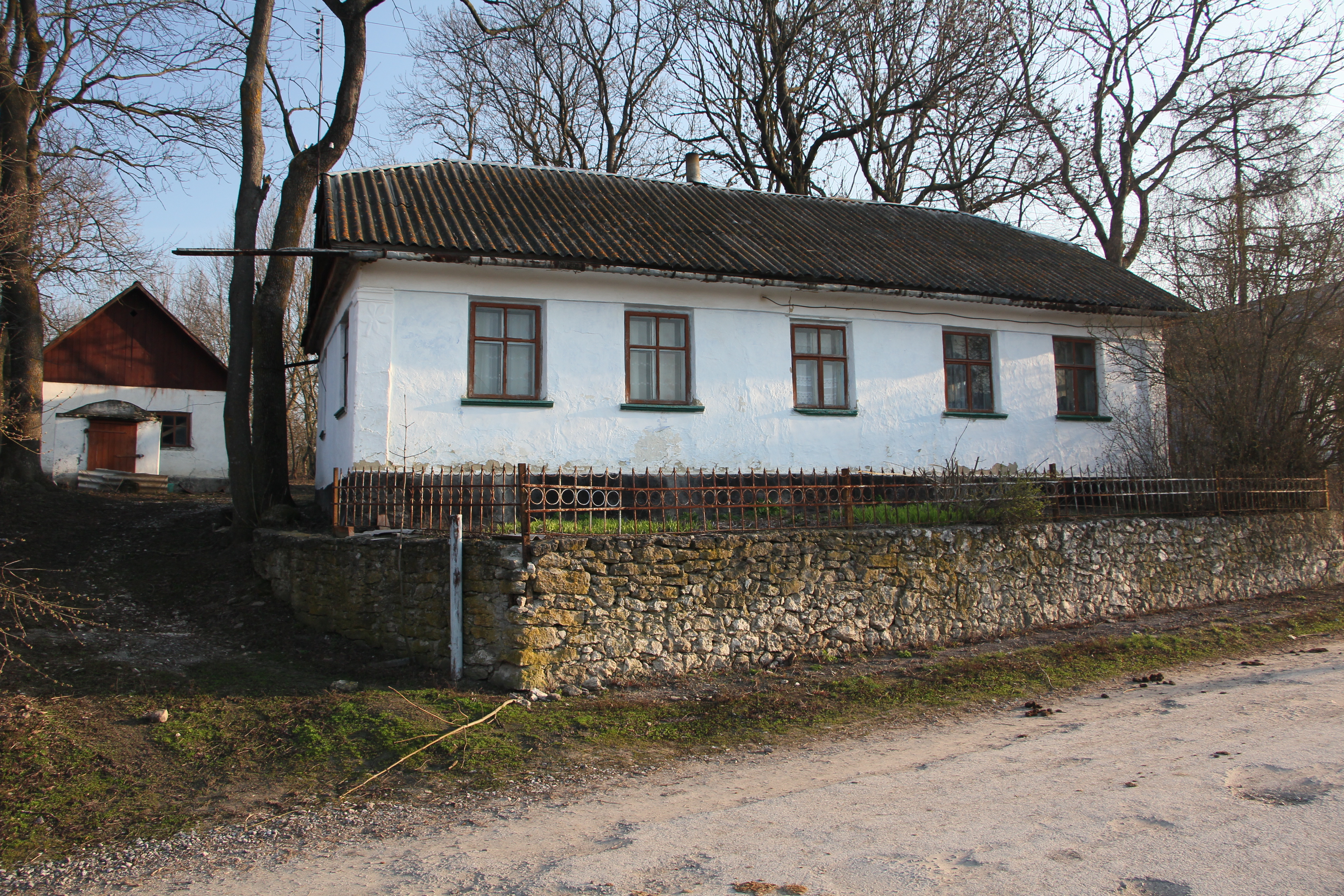
Архітектура села
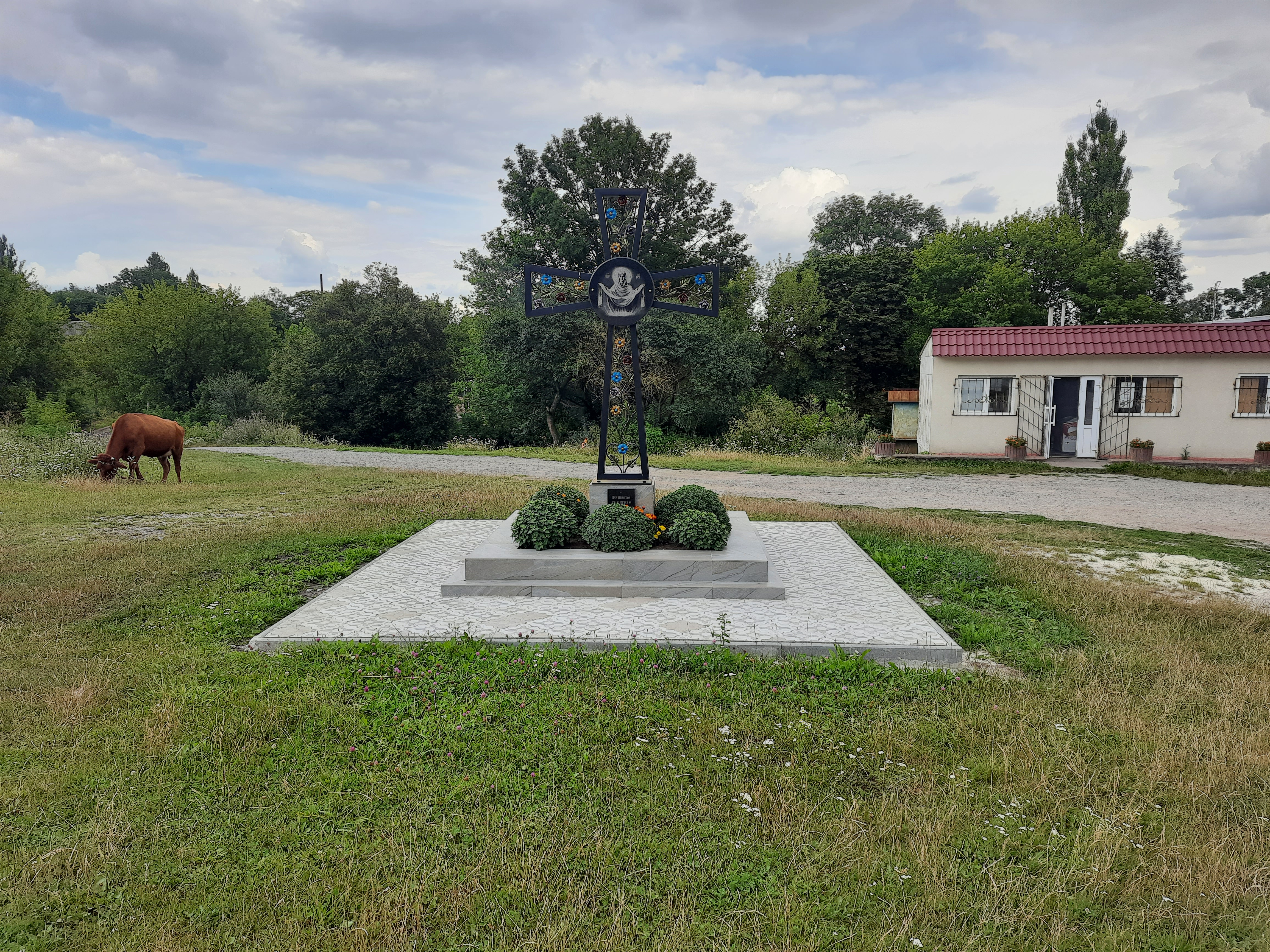
Пам'ятний знак Борцям за волю України
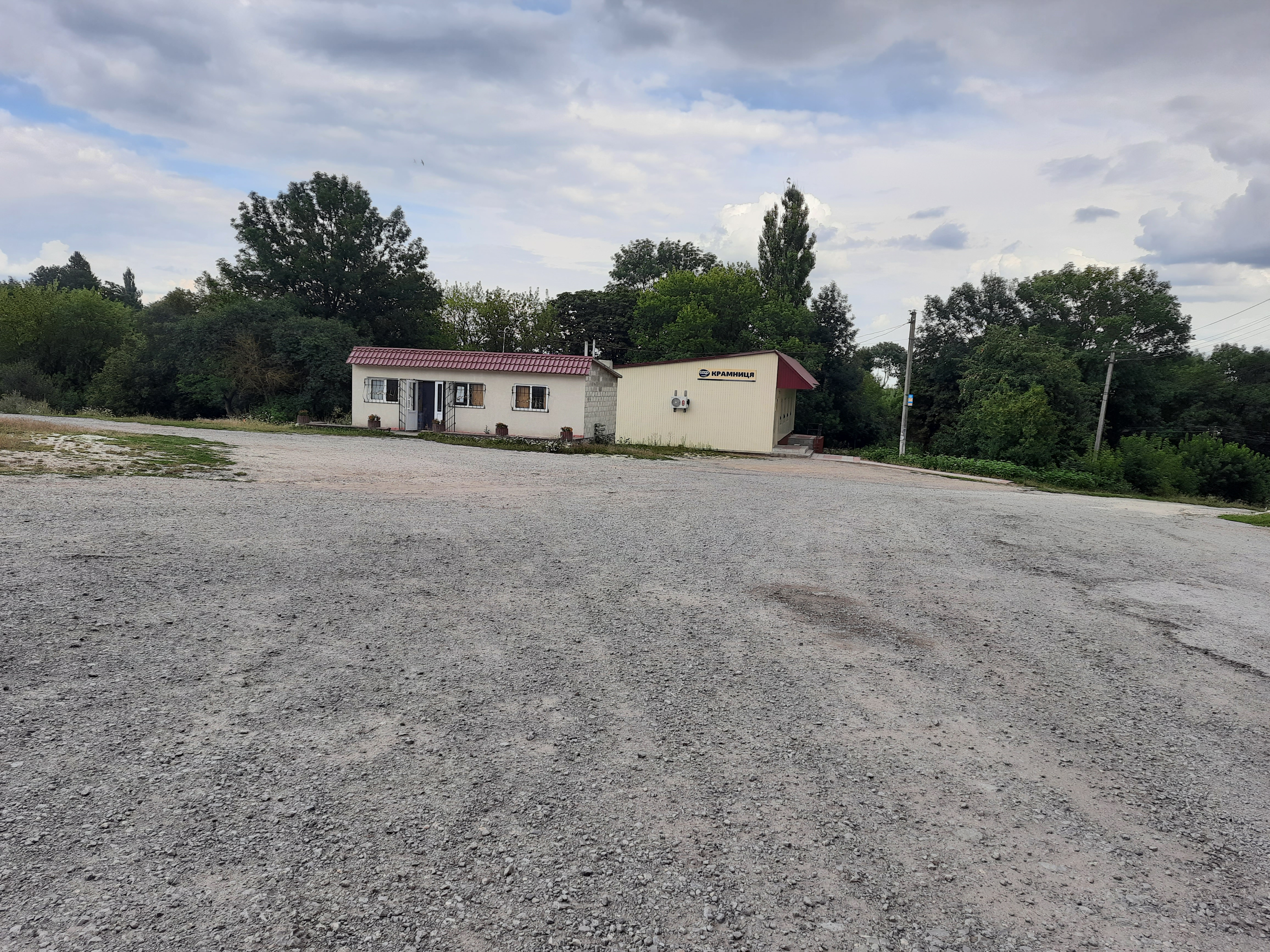
Крамниця